# Arte (tv-kanal)
 For alternative betydninger, se Arte. (Se også artikler, som begynder med Arte)
Arte (Association Relative à la Télévision Européenne) er en fransk-tysk tv-kanal, der blev lanceret i 1992. Kanalen er tosproget, hvilket indebærer undertekster på det modsatte sprog og at mange af værterne behersker både tysk og fransk. Programmerne kredser først og fremmest om kunst og kultur.
Artes studier ligger i Strasbourg og Baden-Baden. Kanalen drives som to virksomheder:
- Arte France, der ejes af France Télévisions (45%), den franske stat (25%), Radio France (15%) og Institut national de l'audiovisuel (15%) og
- Arte Deutschland TV GmbH, der er et ligeligt ejet joint-venture mellem ARD og ZDF.

## Logoer
- 1995–2004
- 2004–2011
- Siden 2011
- Arte HD logo